# Езіну (кратер)
Езіну — великий кратер на Церері, розташований на рівнині Ханамі. У 2015 році Міжнародний астрономічний союз офіційно назвав його на честь шумерської богині зерна. 

## Фізичні особливості
На дні Езіну знаходиться серія розломів, які мають глибину до 200 метрів і простягаються на 22,7 км.  У дослідженні 2018 року було припущено, що ці тріщини утворилися в результаті стікання в кратер підповерхневого матеріалу з низькою в’язкістю.